# Bikkerswaterschap
Het Bikkerswaterschap  was een klein waterschap in de gemeente Bunschoten, in de Nederlandse provincie Utrecht. Het werd in 1929 opgeheven.